# 치킨가스

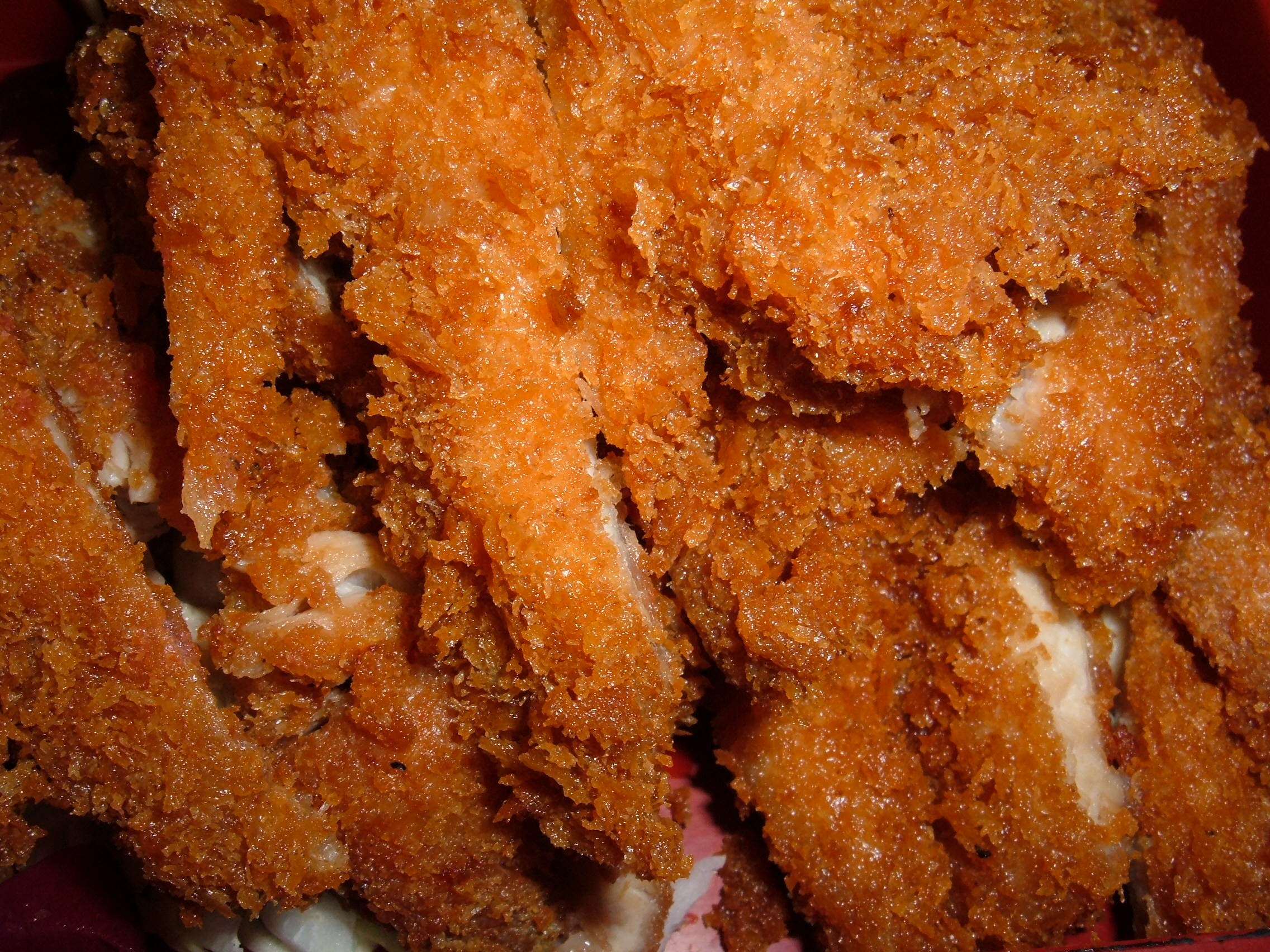
치킨가스

치킨가스(일본어: チキンカツ, 치킨가쓰, 치킨까스)는 돼지고기 대신 닭고기에 밀가루, 푼 계란, 빵가루를 묻혀 다량의 식용 유지를 이용해 튀긴 요리이다. 일본의 돈카츠, 한국의 돈가스와 그 방식이 같으며 재료가 돼지고기가 아니라 닭고기인 점이 다르다.
일본과 한국 뿐만 아니라 미국 하와이에서도 '플레이트 런치'의 반찬 중 하나로 자주 먹으며, 돈가스만큼이나 대중화되어 있다. 또 현지의 런치 레스토랑이나 일정식 레스토랑에서는 가츠카레나 가츠동 메뉴에 돈가스를 대신하여 넣는 경우를 종종 찾아볼 수 있다.

## 역사
일본 에도 시대였던 1860년 후쿠자와 유키치가 출간한 <증정화영통어> (増訂華英通語, 광둥어-영어 단어집을 가타카나 발음과 일본어 뜻으로 교체 편찬한 것)에는 'Fowl cullets'이 '吉列鶏 (フェヲル コルレッ)'라는 단어로 실려 있는데, 치킨 커틀릿을 의미하지만 원문에는 일본어 번역명이 붙어있지 않다. 같은 책에 '吉列 cutlet コットレト'라고 해서 커틀릿도 소개되어 있지만, 소고기나 돼지고기를 사용한다고 설명되어 있지는 않다.
메이지 시대에는 일본인들이 고기요리를 받아들이면서, 쇠고기에서 돼지고기, 닭고기로 응용되어가며 확산되는 과정 속에 치킨가스가 탄생했다. 다만 쇼와 시대 초기만 하더라도 치킨가스라는 명칭은 아직 자리잡지 못했다. 1931년 <요리하는 사람을 위해> (料理する人の爲に)에서는 '병아리 커틀릿' (ヒヨコのカツレツ)이란 메뉴가 소개되어 있는데, 어린닭에 병피 으깬 것을 묻혀 기름에 튀긴 것을 말했으며 레몬 즙을 뿌려먹는다고 되어 있다. 이처럼 치킨가스라는 호칭은 제2차 세계 대전이 끝난 뒤에 퍼진 이름이다.

## 조리
치킨가스의 재료는 돈가스의 돼지고기를 대신해 닭다리살이나 닭가슴살 등이 사용된다. 닭가슴살을 사용하는 경우 일본에서는 '사사미가쓰' (ささみカツ)라고 따로 부르기도 한다. 치킨가스의 양념도 다양하며, 옷을 입히기 전에 양념한 것과 튀긴 후에 양념한 것으로 나뉜다. 그 중 옷을 입히기 전의 양념으로는 후추, 육두구, 커리, 바질 등의 향신료, 허브 등이 있으며 일본에선 치즈, 우메보시, 차조기 등을 재료로 한 응용 요리도 있다.
소스의 경우에도 우스터셔 소스, 돈가스 소스, 드미글라스, 토마토 소스, 타르타르 소스, 레몬즙, 무즙, 소금, 후추 등이 다양하게 쓰인다. 치킨가스의 튀김옷도 빵가루 외에 아몬드 슬라이스, 참깨가루 등을 응용해 쓰기도 한다.

## 같이 보기
- 일본 요리
- 돈가스
- 커틀릿
- 닭튀김